# Everything She Wants
Everything She Wants ist ein Popsong von Wham! aus dem Jahr 1984. Er wurde von George Michael geschrieben und erschien erstmals auf dem Album Make It Big. Das Stück wurde nach der Singleauskopplung im Dezember 1984 in Deutschland und Österreich ein Top-10-Hit und erreichte in den US-amerikanischen Billboard Hot 100 die Chartspitze.

## Entstehung
George Michael schrieb den Song basierend auf den Schlagzeugspuren. Mit Hilfe eines Synthesizers nahm er an einem Abend im Tonstudio die Backing Tracks auf. Zurück in seinem Hotel schrieb er am nächsten Morgen den Liedtext. Aufgrund dieses für Michael untypischen Vorgehens kam das Lied zunächst für ihn nicht als Single-Auskopplung in Frage. Der Text handelt von einem Mann, in dessen Ehe es kriselt, bis er erfährt, dass er Vater wird. Er muss hart arbeiten, um seine Familie zu unterstützen, und sieht sich so in einer Art Falle gefangen. Michael bezeichnete den Text als untypisch für Wham!, da die Lieder der Band normalerweise die für die Popmusik typischen leichtgewichtigen Themen behandelten.

## Veröffentlichung
Nach der weltweiten Albumveröffentlichung im Oktober 1984 erschien das Lied Ende November 1984 als B-Seite der Single Last Christmas, die unter anderem Platz zwei der britischen Singlecharts erreichte. Ende Dezember 1984 erschien das Lied in einer Remixversion als eigenständige Single mit Last Christmas auf der B-Seite und wurde in Deutschland und Österreich ein Top-Ten-Hit. In den USA erreichte die Single im Mai 1985 Platz eins der Charts. Damit hatte Wham! nach Wake Me Up Before You Go-Go und Careless Whisper in den Vereinigten Staaten drei Nummer-eins-Hits in Folge, die aus demselben Album ausgekoppelt wurden. Dies gelang vorher zuletzt 1979 den Bee Gees.
1997 erschien eine neu eingespielte Version des Liedes mit dem Titel Everything She Wants ’97, die sich sowohl auf dem Album The Best of Wham!: If You Were There befand als auch als Single erschien.

## Rezeption

### Charts und Chartplatzierungen
| ChartsChartplatzierungen       | Höchstplatzierung | Wochen |
| ------------------------------ | ----------------- | ------ |
| Deutschland (GfK)              | 8 (9 Wo.)         | 9      |
| Österreich (Ö3)                | 5 (12 Wo.)        | 12     |
| Vereinigte Staaten (Billboard) | 1 (20 Wo.)        | 20     |

| ChartsJahrescharts (1985)      | Platzierung |
| ------------------------------ | ----------- |
| Vereinigte Staaten (Billboard) | 25          |

### Auszeichnungen für Musikverkäufe
| Land/Region                  | Auszeichnungen für Musikverkäufe (Land/Region, Auszeichnung, Verkäufe) | Verkäufe |
| ---------------------------- | ---------------------------------------------------------------------- | -------- |
| Kanada (MC)                  | Gold                                                                   | 50.000   |
| Vereinigte Staaten (RIAA)    | Gold                                                                   | 500.000  |
| Vereinigtes Königreich (BPI) | Gold                                                                   | 400.000  |
| Insgesamt                    | 3× Gold ·                                                              | 950.000  |

Hauptartikel: Wham!/Auszeichnungen für Musikverkäufe

## Coverversionen
- 1999: Foxy Brown (I Can’t)
- 2008: Fatman Scoop